# 1. FC Union Berlin
Az 1. FC Union Berlin egy német labdarúgóklub, melynek székhelye a főváros, Berlin Köpenick nevű városrészében van.
A hosszú múltra visszatekintő klubot mai nevén 1966-ban alapították újra Berlin szovjet felén, ettől kezdve mérsékelt sikerrel szerepeltek a keletnémet első osztályban. 1968-ban keletnémet kupát nyertek. A német újraegyesítés után az egységes német labdarúgórendszer második és harmadik osztálya között ingadoztak, 2009 óta stabilan a másodosztály tagjai. 2019-ben bronzérmet szereztek a második vonalban, így osztályozót vívhattak az élvonalbeli tagságért a VfB Stuttgarttal szemben, ahol idegenben lőtt több góllal sikerült kivívnia története során először az első osztályban való szereplés jogát.
A csapat hazai pályájaként szolgáló Stadion An der Alten Försterei (magyarul: Stadion a régi erdészháznál) a német főváros legnagyobb kizárólag labdarúgó-eseményekre használt arénája. Az Union Berlin és elődei már az 1920-as átadása óta használják. A csapat híres lelkes és kreatív szurkolótáboráról, a klubot a köznyelvben gyakran "Eisern Union"ként (Vasunió) emlegetik.

## Sikerek
- Keletnémet kupa győztes: 1968
- Német bajnokság ezüstérmese: 1923
- Oberliga Berlin (I.) bajnok: 1948
- Német kupa ezüstérmes: 2001
- 3. Liga (III.) bajnok: 2009
- Bundesliga II. bronzérmes: 2019

## Híres játékosok
| - Sergej Barbarez - Christian Beeck - Sebastian Bönig - Uwe Borchardt - Haragucsi Genki - Jens Härtel - Karsten Heine | - Lutz Hendel - Günter Hoge - Oskar Kosche - Max Kruse - Reinhard Lauck - Wolfgang Matthies - Torsten Mattuschka | - Steffen Menze - Tom Persich - Herbert Raddatz - Marko Rehmer - Olaf Seier - Joachim Sigusch - Ervin Skela | - Ralf Sträßer - Neven Subotić - Daniel Teixeira - Wolfgang Wruck |

## Jelenlegi keret
Utolsó módosítás: 2023. július 10.
A vastaggal jelzett játékosok felnőtt válogatottsággal rendelkeznek.
A dőlttel jelzett játékosok kölcsönben szerepelnek a klubnál.
| Mezszám                | Név                 | Nemzetiség           | Születési hely             | Születési idő (kor)            | Korábbi csapat           | Érték (€)  | Szerződés lejárta |
| Kapusok                | Kapusok             | Kapusok              | Kapusok                    | Kapusok                        | Kapusok                  | Kapusok    | Kapusok           |
| ---------------------- | ------------------- | -------------------- | -------------------------- | ------------------------------ | ------------------------ | ---------- | ----------------- |
| 1                      | Frederik Rønnow     | DEN                  | Horsens                    | 1992. augusztus 4. (32 éves)   | Eintracht Frankfurt      | 5 500 000  | 2024.06.30.       |
| 12                     | Jakob Busk          | DEN                  | Koppenhága                 | 1993. szeptember 12. (31 éves) | FC København             | 250 000    | 2024.06.30.       |
|                        | Yannic Stein        | GER                  | Berlin                     | 2004. szeptember 17. (20 éves) | Utánpótlásból került fel | 200 000    | Nem publikus      |
| Védők                  |                     |                      |                            |                                |                          |            |                   |
| 3                      | Paul Jaeckel        | GER                  | Eisenhüttenstadt           | 1998. július 22. (26 éves)     | SpVgg Greuther Fürth     | 5 000 000  | Nem publikus      |
| 4                      | Diogo Leite         | portugál             | Porto                      | 1999. január 23. (26 éves)     | FC Porto                 | 15 000 000 | Nem publikus      |
| 5                      | Danilho Doekhi      | holland · Suriname   | Rotterdam                  | 1998. június 30. (26 éves)     | SBV Vitesse              | 17 000 000 | 2025.06.30.       |
| 18                     | Josip Juranović     | horvát               | Zágráb                     | 1995. augusztus 16. (29 éves)  | Celtic FC                | 12 000 000 | 2027.06.30.       |
| 20                     | Rick van Drongelen  | NED                  | Axel                       | 1998. december 20. (26 éves)   | FC Hansa Rostock         | 1 000 000  | 2025.06.30.       |
| 26                     | Jérôme Roussillon   | Guadeloupe · francia | Sarcelles                  | 1993. január 6. (32 éves)      | VfL Wolfsburg            | 3 000 000  | Nem publikus      |
| 28                     | Christopher Trimmel | AUT                  | Felsőpulya                 | 1987. február 24. (38 éves)    | SK Rapid Wien            | 800 000    | 2024.06.30.       |
| 31                     | Robin Knoche        | GER                  | Braunschweig               | 1992. május 22. (32 éves)      | VfL Wolfsburg            | 5 000 000  | 2024.06.30.       |
| 33                     | Dominique Heintz    | GER                  | Neustadt an der Weinstraße | 1993. augusztus 15. (31 éves)  | SC Freiburg              | 1 200 000  | 2024.06.30.       |
|                        | Mathis Bruns        | GER                  | Bielefeld                  | 2004. március 31. (20 éves)    | Utánpótlásból került fel | 100 000    | 2025.06.30.       |
| Középpályások          |                     |                      |                            |                                |                          |            |                   |
| 2                      | Morten Thorsby      | NOR                  | Oslo                       | 1996. május 5. (28 éves)       | UC Sampdoria             | 5 500 000  | 2025.06.30.       |
| 8                      | Rani Khedira        | GER · TUN            | Stuttgart                  | 1994. január 27. (31 éves)     | FC Augsburg              | 10 000 000 | Nem publikus      |
| 13                     | Schäfer András      | HUN                  | Szombathely                | 1999. április 13. (25 éves)    | FC DAC 1904              | 5 000 000  | Nem publikus      |
| 19                     | Janik Haberer       | GER                  | Wangen im Allgäu           | 1994. április 2. (30 éves)     | SC Freiburg              | 7 000 000  | 2025.06.30.       |
| 20                     | Aïssa Laïdouni      | TUN · francia        | Montfermeil                | 1996. december 13. (28 éves)   | Ferencvárosi TC          | 7 000 000  | Nem publikus      |
| 29                     | Laurenz Dehl        | GER                  | Berlin                     | 2001. december 12. (23 éves)   | Utánpótlásból került fel | 200 000    | 2024.06.30.       |
| 32                     | Milos Pantovic      | szerb · GER          | München                    | 1996. július 7. (28 éves)      | VfL Bochum               | 1 500 000  | Nem publikus      |
| 36                     | Aljoscha Kemlein    | GER                  | Berlin                     | 2004. augusztus 2. (20 éves)   | Utánpótlásból került fel | 250 000    | Nem publikus      |
|                        | Alex Král           | cseh                 | Košice                     | 1998. május 19. (26 éves)      | FK Szpartak Moszkva      | 7 000 000  | 2024.06.30.       |
|                        | Brenden Aaronson    | USA                  | Medford                    | 2000. október 22. (24 éves)    | Leeds United FC          | 25 000 000 | 2024.06.30.       |
| Támadók                |                     |                      |                            |                                |                          |            |                   |
| 9                      | Mikkel Kaufmann     | DEN                  | Hjørring                   | 2001. január 3. (24 éves)      | FC København             | 2 700 000  | Nem publikus      |
| 17                     | Kevin Behrens       | GER                  | Bréma                      | 1991. február 3. (34 éves)     | SV Sandhausen            | 2 000 000  | 2024.06.30.       |
| 21                     | Tim Skarke          | GER                  | Heidenheim an der Brenz    | 1996. szeptember 7. (28 éves)  | SV Darmstadt 98          | 1 200 000  | Nem publikus      |
| 27                     | Sheraldo Becker     | SUR · NED            | Amszterdam                 | 1995. február 9. (30 éves)     | ADO Den Haag             | 17 000 000 | 2024.06.30.       |
| 40                     | Jamie Leweling      | GER · Ghána          | Nürnberg                   | 2001. február 26. (24 éves)    | SpVgg Greuther Fürth     | 3 000 000  | 2026.06.30.       |
| 45                     | Jordan Siebatcheu   | USA · francia        | Washington                 | 1996. április 26. (28 éves)    | BSC Young Boys           | 7 000 000  | 2026.06.30.       |
|                        | Malick Sanogo       | USA · GER            | New York                   | 2004. június 30. (20 éves)     | Utánpótlásból került fel | -          | Nem publikus      |
| Kölcsönadott játékosok |                     |                      |                            |                                |                          |            |                   |
| Név                    | Poszt               | Nemzetiség           | Születési hely             | Születési idő (kor)            | Kölcsönben itt           | Érték (€)  | Kölcsön lejárta   |
| Lennart Grill          | kapus               | GER                  | Idar-Oberstein             | 1999. január 25. (26 éves)     | VfL Osnabrück            | 1 000 000  | 2024.06.30.       |
| Tymoteusz Puchacz      | védő                | POL                  | Sulechów                   | 1999. január 23. (26 éves)     | 1. FC Kaiserslautern     | 1 200 000  | 2024.06.30.       |
| David Preu             | támadó              | GER                  | Berlin                     | 2004. október 26. (20 éves)    | VfR Aalen                | -          | 2025.06.30.       |
| Endó Keita             | támadó              | JPN                  | Jokohama                   | 1997. november 22. (27 éves)   | Eintracht Braunschweig   | 600 000    | 2024.06.30.       |

## Edzők
A Union Berlin edzői 1965-től
| - Werner Schwenzfeier (1965-69) - Fritz Gödicke (1969-70) - Harald Seeger (1970-72) - Ulrich Prüfke (1972-74) - Dieter Fietz (1974-75) - Heini Brüll (1975) - Heinz Werner (1976-82) - Harry Nippert (1982-83) - Karlheinz Burwieck (1983-84) - Karl Schäffner (1984-87) - Karsten Heine (1988-90) - Gerd Struppert (1990) - Werner Voigt (1990-92) | - Gerhard Körner (1992) - Frank Pagelsdorf (1992-94) - Frank Engel (1994-95) - Hans Meyer (1995) - Eckhard Krautzun (1995-96) - Frank Vogel (1996) - Karsten Heine (1996-97) - Frank Vogel (1997) - Ingo Weniger (1998) - Fritz Fuchs (1998-99) - Georgi Vaszilev (1999-02) - Ivan Tischanski (2002) - Miroslav Votava (2002-04) | - Aleksandar Ristić (2004) - Frank Wormuth (2004) - Werner Voigt (2004) - Lothar Hamann és Holger Wortmann (2004) - Frank Lieberam (2004-05) - Georgi Vaszilev (2005-06) - Christian Schreier (2006-07) - Uwe Neuhaus (2007-14) - Norbert Düwel (2014-15) - Sascha Lewandowski (2015-16) - André Hofschneider (2016) - Jens Keller (2016-2017) - André Hofschneider (2017-2018) | - Urs Fischer (2018-2023) - Nenad Bjelica (2023-) |